# Dörnfeld an der Heide
Dörnfeld an der Heide ist ein Stadtteil von Königsee im Landkreis Saalfeld-Rudolstadt in Thüringen.

## Lage
Der Ort liegt im Naturpark Thüringer Wald. Durch den Ort verläuft die Bundesstraße 88.

## Geschichte
Unter dem Namen Durnevelt uff der Heyde wurde das Dorf im Jahre 1120 erstmals erwähnt. Bis 1918 gehörte der Ort zur Oberherrschaft des Fürstentums Schwarzburg-Rudolstadt.

## Sonstiges
- Ortsbürgermeister ist Eckhard Möbius.
- 1902/1903 wurde die Firma Hertwig & Ender gegründet.[2] Die Firma war eine der ältesten Gartenzwergenmanufakturen. Am 28. Mai 2001, nach 98 Jahren, wurde die Firma geschlossen. U. a. wurde Alf als Gartenzwerg hergestellt.
- Die Linie 215 der Omnibusverkehr Saale-Orla Rudolstadt GmbH stellt den Anschluss an die umliegenden Orte sicher.
- Dörnfeld besitzt einen Männerchor, die Freiwillige Feuerwehr und den Jugendclub.
- Besonders sind zwei historische Brunnen, die während der Osterzeit feierlich hergerichtet werden.
- Traditionell ist die Zeltkirmes Dörnfelds, die Mitte Oktober auf dem freien Platz im „Pfarrgarten“ ausgetragen wird.
- Drei Gaststätten sind in Dörnfeld vorzufinden. Der „Tiroler-Hof“, der „Jägerhof“ und der „Schwarzburger Hof“.

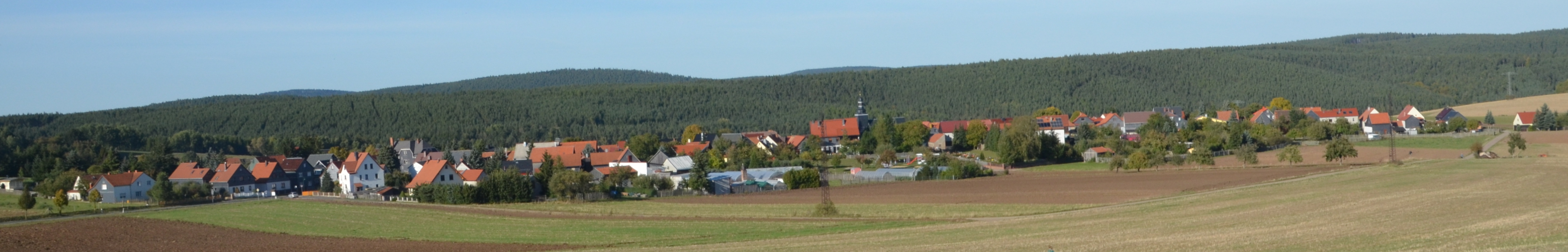
Blick vom Alten Berg auf Dörnfeld